# 圖阿馬西納省
圖阿馬西納省（法語：Toamasina）是馬達加斯加過去的一個省，位於東部沿海，面臨印度洋。圖阿馬西納省總面積71911平方公里，2001年人口共有2593063人，首府位於圖阿馬西納；下分18縣。圖阿馬西納省和圖利亞拉省以外的所有省份接壤：北接安齊拉納納省、西北部鄰近馬哈贊加省、西南部鄰近塔那那利佛省、南接菲亞納蘭楚阿省。